# Morový sloup (Seifert)
Morový sloup (Kolumna wotywna) – tomik wierszy czeskiego poety, laureata Nagrody Nobla za 1984 Jaroslava Seiferta, opublikowany najpierw w drugim obiegu w 1972, następnie na emigracji, wreszcie oficjalnie w 1981.